# Cithaerias andromeda
Cithaerias andromeda är en fjärilsart som beskrevs av Fabricius 1793. Cithaerias andromeda ingår i släktet Cithaerias och familjen praktfjärilar. Inga underarter finns listade i Catalogue of Life.

## Bildgalleri

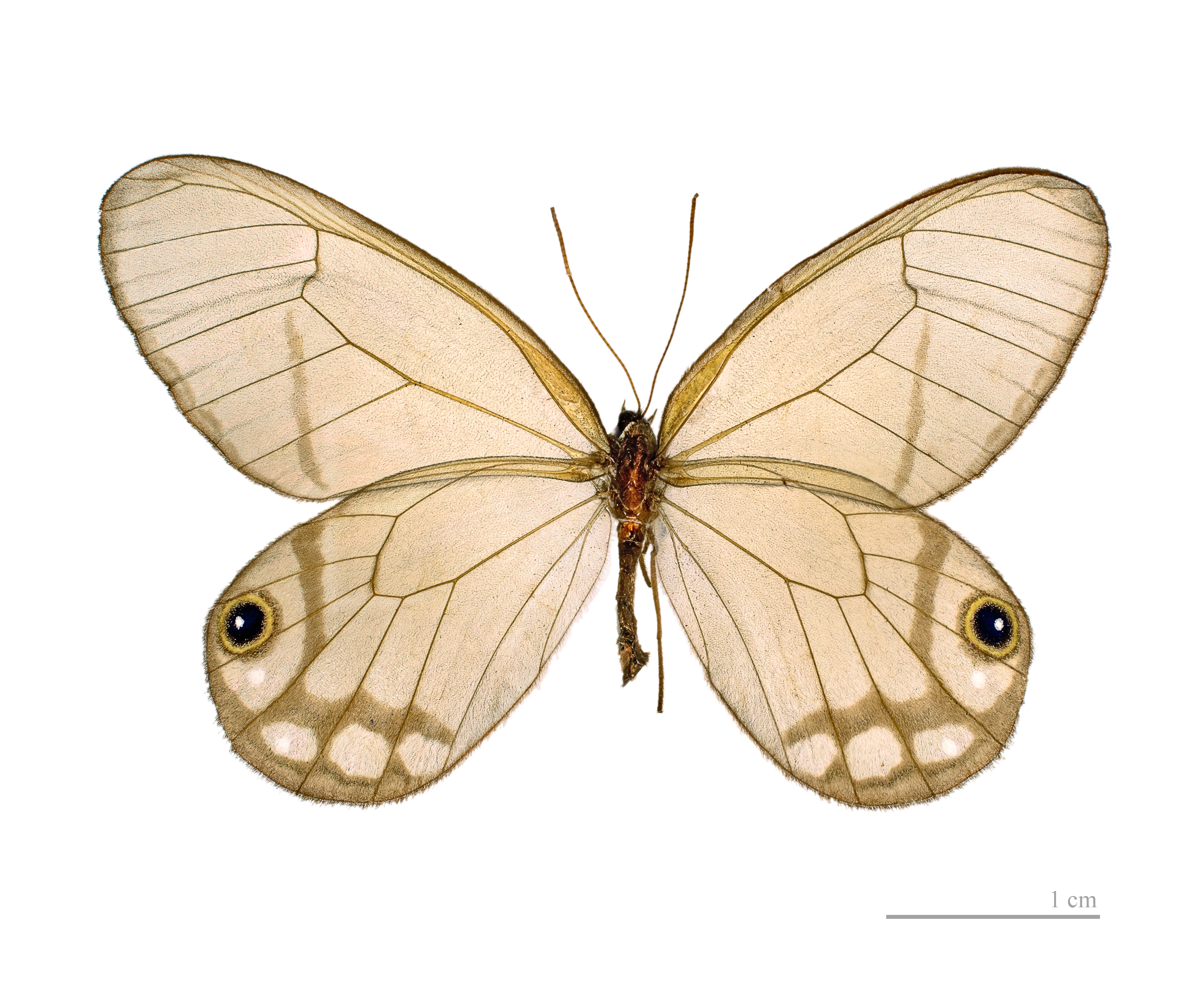
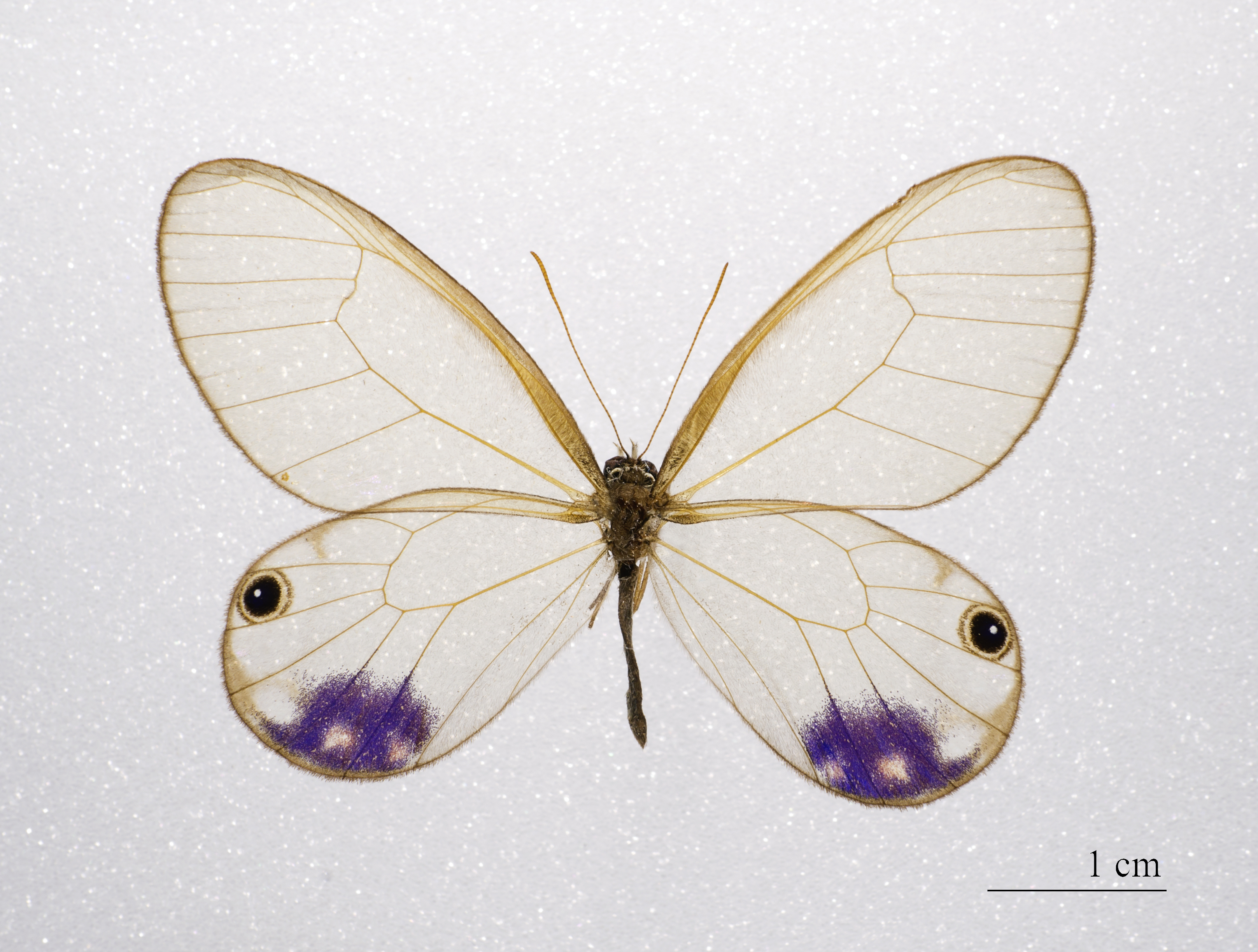